# Ben Heine
Benjamin Heine (n. 12 iunie 1983, Abidjan, Coasta de Fildeș) este cunoscut ca fiind un artist visual multidisciplinar și producător muzical belgian. Numele lui a devenit cunoscut în 2010, ca urmare a inventării unei noi forme de artă sub numele de "Pencil Vs Camera" ("Creion Vs Cameră foto"). El este un grafician și fotograf consacrat, cu numeroase lucrări foarte apreciate, atât în lumea artei, cât și în cea a designului. Este de asemenea creatorul unor serii artistice originale, sub numele de "Digital Circlism" și"Flesh and Acrylic" ("Trup și Acrilic").
Ben Heine s-a născut în anul 1983 în Coasta de Fildeș, iar în prezent trăiește și muncește în Belgia. Are pregătire în jurnalism și ca grafician, fotograf și muzician. este autodidact. Creațiile sale au fost prezentate în ziare, reviste și cărți celebre din toată lumea, iar din 2010 lucrările sale au început să apară în galerii de artă și muzee din Europa, Asia și Rusia. Din anul 2009, Heine nu mai creează artă politică. În anul 2012 a fost realizat un film documentar despre munca sa. Are un fiu și o fiică.
Începând din anul 2012, Heine a început să producă și să compună muzică, cântând la tobe și la pian. În cariera sa, Heine a devenit ambasadorul unor mărci celebre, cum ar fi Samsung și Mazda.

## Origini și educație
Ben s-a născut în anul 1983 în Abidjan, Coasta de Fildeș,unde și-a petrecut primii șapte ani din viață, împreună cu părinții și cele trei surori. În 1990 s-a mutat în Belgia, la Bruxellesîmpreună cu familia. Tatăl lui a fost inginer comercial, iar mama sa coregraf și profesoară de dans. Heine a început să deseneze de la vârsta de 11 ani. La acea vreme, curiozitatea lui s-a manifestat sub forma interesuluifață de arta vizuală.
Între anii 1988 și 2006, Heine a urmat studii în diverse țări, inclusiv Coasta de Fildeș, Belgia, Marea Britanie și Olanda. A urmat școala primară la  Notre Dame de La Trinité în Bruxelles. Ca adolescent, a explorat domenii cum ar fi desenul, pictura, a fost poet și compozitor, dar a practicat  și atletismul. În anul 2007, Ben a obținut o diplomă în Jurnalism. A început studiile la Universitatea Libre din Bruxelles,finalizându-le la  IHECS și Universitatea de Științe Aplicate din Utrecht. Totodată, Ben a studiat și istoria artei, sculptura și pictura la Colegiul de Artă și Tehnologie din Hastings și la Academia Regală de Arte Frumoase din Bruxelles. Pe parcursul studiilor academice, el a învățat să cânte și la instrumente muzicale cum ar fi tobe, djembe și pian. Studiile și dorința lui Ben de a comunica cu alții, au avut ca rezultat însușirea a șase limbi străine: franceza, engleza, olandeza, poloneza, spaniola și rusa.
Pentru a-și câștiga existența, din anul 2007 și până la sfârșitul anului  2009, Heine a lucrat în diverse domenii: ca și copywriter într-o agenție de comunicații din Belgia, iar apoi ca profesor de limbi străine și antrenor, la diferite școli din jurul Bruxellului. Totodată, Ben a fost și casier într-un supermarket. În pofida acestor locuri de muncă, proiectele creative au reprezentat întotdeauna o prioritate pentru Ben, el desenând și pictând în fiecare seară.
Anul 2010 a fost unul foarte important pentru Heine. În acest an a început să lucreze la cele două serii artistice majore  „Creion vs cameră foto” și „Circlism Digital” . Din 2010 până în prezent, Heine și-a expus lucrările în târgurile de artă importante, muzee și galerii de artă din toată lumea. Din anul 2011, a continuat să-și dezvolte stilul muzical.

## Arta

### Pencil Vs Camera

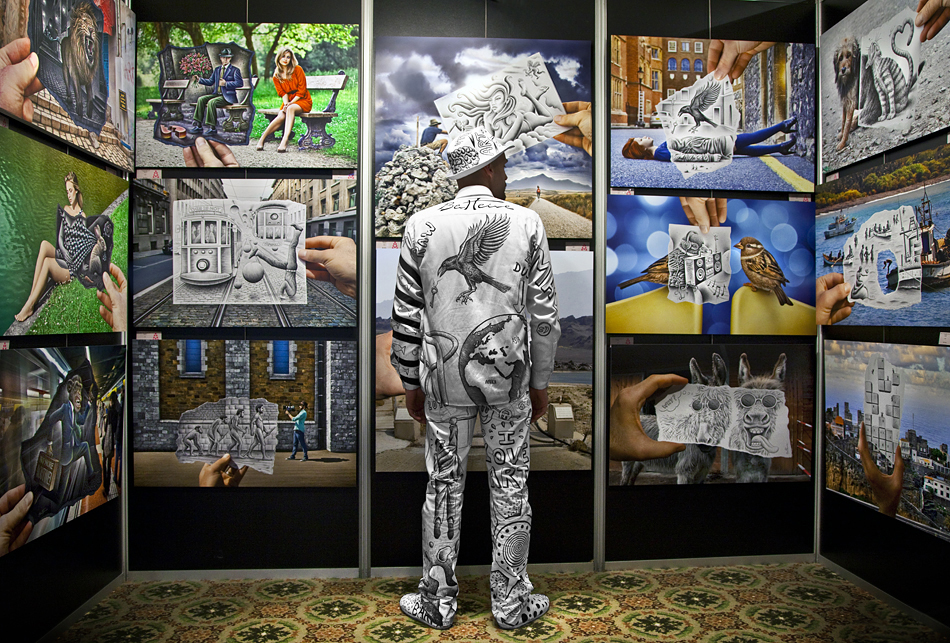
Ben Heine la târgul de artă Brussels Accessible Art Fair

Lucrările de artă din această serie prezintă de obicei o schiță 2D executată manual, ținută și fotografiată de către artist într-o locație specifică. Ele combină fotografia și grafica, cu scopul de a infuza scene obișnuite cu narațiuni noi, ireale, vizionare sau romanticizate. Includerea schițelor din creion ținute în mâna autorului, peste o porțiune a unor fotografii originale, îi permite lui Heine să adâncească realitatea și să deschidă uși către o lume imaginară. În anul 2012, prin adăugare de culori și hârtie de culoare neagră, Heine a îmbunătățit acest concept. Între anii 2010 și 2016, creațiile lui Heineau fost admirate în expoziții și articole relevante din mass-mediade către iubitorii de artă. Primele imagini „Pencil vs Camera” ale lui Heine au câștigat rapid popularitate online și au primit critici pozitive din partea site-urilor de artă specializate și influente, rapoarte de știriși oportunități pe plan internaționalîn favoarea artistului.
În scopul dezvoltării creativității elevilor, învățătorii din întreaga lume au introdus în curicula școlară conceptul lui Heine. Dintre școlile elementare și liceelor de stat, care au adoptat în curicula lor conceptul lui Heine „Pencil vs Camera” putem menționa: Școala Internațională din Beijing, ColegioMenor în Quito, Dover College, Ecole Lamartine, Ecole de Scorbé-Clairvaux, EcoleRenaudeau, Colegiul La Bruyère Sainte Isabelleși altele. Începând din anul 2012, numeroși creatori și artiști au împrumutat inovațiile lui Heine,în scopul creării unor forme similare de artă 3D.

### Flesh and Acrylic

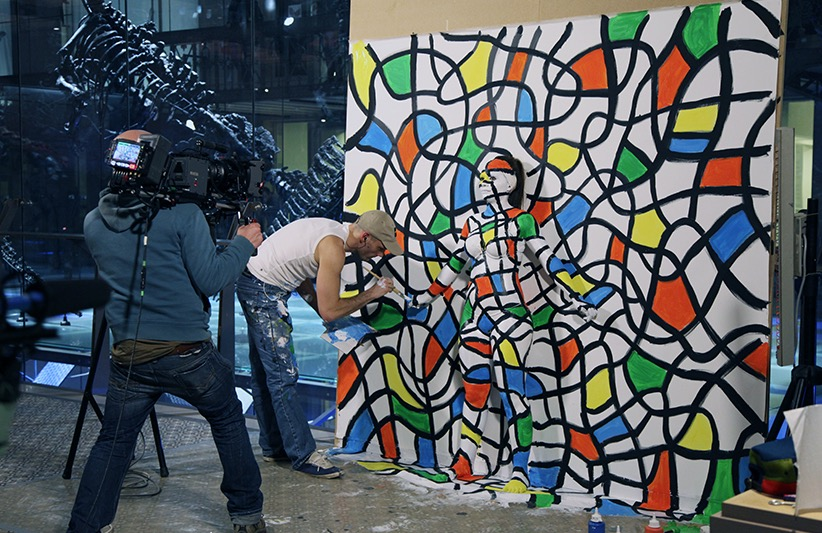
Prezentare live „Flesh and Acrylic” la Muzeul de Științe Naturale din Bruxelles

Această serie a debutat în anul 2011. Heine creează pe panouri mari din lemn picturi abstracte cu ajutorul vopselei acrilice.În lucrarea finalizată este foarte greu să distingem unde se termină figura umană și de unde începe „pânza” de fundal, acestea amestecându-se într-o viziune abstractă, suprarealistă. El fotografiază compoziția finalizată, pentru a o putea printa și expune mai târziu. Heine a realizat prima lucrare „Flesh and Acrylic” în 2011, pentru un documentar filmat de regizorul italian Davide Gentile, cu modelul Caroline Madison.Între anii 2012 și 2017, Heine a realizat mai multe prezentări live „Flesh and Acrylic”.

### Digital Circlism

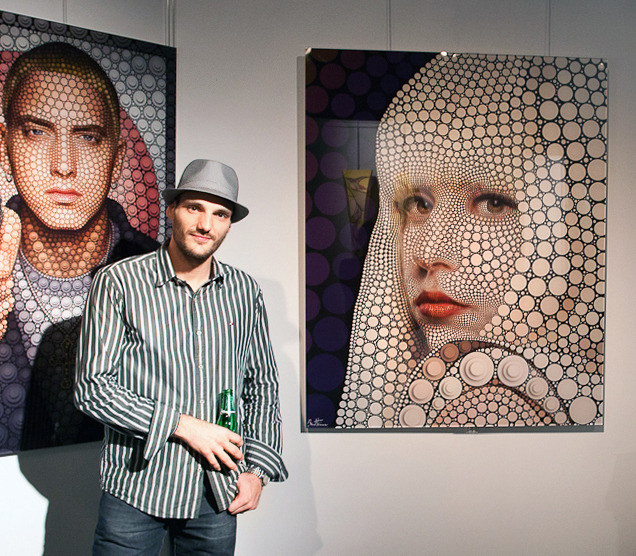
Ben Heine în timpul unei expoziții de „Circlism digital”

Aceasta este numele dat de Heine unei tehnici creative total noi, pe care a dezvoltat-o în anul 2010. Tehnica reprezintă un amestec  între Pop Art și Pointillism. În acest proiect,  Heine realizează de obicei portrete ale unor celebrități /personalități culturale, cu ajutorul uneltelor digitale, folosind cercuri pe fundal negru. Fiecare cerc are o singură culoare și o singură tonalitate.   Trends Hunter a spus despre Digital Circlism: "Prin utilizarea unui software de grafică, coroborat cu multă creativitate, Ben Heine este capabil să recreeze fețe iconice din istorie și cultura pop, prin trasarea de cercuri de diferite dimensiuni și culori, astfel încât să confere portretelor o înfățișare dinamică, tridimensională". Artistul a declarat că realizează portrete de peste 15 ani, dar numai recent a început să dezvolte această tehnică originală. "Fiind un mare fan al pop art-ului și al pointilismului, am început să lucrez recent cu unelte digitale, iar totul a decurs foarte natural și firesc. Digital Circlismreprezintă un amestec modern al celor două stiluri".

### Influențe
Heine susține că a fost influențat de Suprarealismul, belgian, Expressionismul german, Pop Artul, american și de Realismul Social. Abduzeezo spune despre Heine: "Expozițiile sale sunt pline de lucrări grozave, iar el poate realiza o trecere frumoasă între câteva curente artistice, realizând piese uimitoare în orice direcție s-ar îndrepta ". Heine a oferit câteva interviuri, explicând filozofia ce se află în spatele creațiilor sale.

## Muzica
În anul 2011, Heine a început să compună muzică electronică, să scrie cântece și săcânte. Din anul 2012, el deține un studio de înregistrări în Belgia. În 2013, piesa "Fly With You" compusă de Heine, a fost introdusă pe albumul colectiv "Mesh 1.0" lansat de DMS în Marea Britanie. Începând din anul 2013, Ben și-a îmbunătățit permanent cunoștințele de teorie muzicală și interpretare la pian.În 2014, Heine a început colaborarea cu alți muzicieni și cântăreți.
Muzica lui Heine a fost interpretatăpentru prima datăîn public la Planetariul din Moscova, la Muzeul Național al Arkhangelsk, iar în 2016 la Muzeul de Arte Frumoase Tyumen în cadrul unei expoziții personale itinerante din Rusia. În anul 2015 a fost lansat primul album experimental al lui Ben Heine, intitulat "Sound Spiral". În martie 2016, piesele muzicale intitulate "Warsaw", "I'm a Clown", "Amour" și "It's Just a Play" au fost selecționate de "Wix Music" și interpretate la Festivalul de Muzică SXSW.

## Expoziții
- 2017 "Ben Heine Art Jam", Jam Hotel, Brussels, Belgium
- 2017 "Flesh and Acrylic", Art Truc Troc, Bozar Museum, Brussels, Belgium
- 2017 "Pencil Vs Camera", Colorfield Gallery, Brussels, Belgium
- 2016 "Flesh and Acrylic Performances", Ankamall, Ankara, Turkey
- 2016 "Pencil Vs Camera Christmart", Colorfield Gallery, Paris, France
- 2016 "Ben Heine Art", Magic City, Dresden, Germany
- 2016 "Art and Music of Ben Heine", ArtMuza Modern Art Museum, Saint Petersburg, Russia[74][75][76]
- 2016 "Art and Music of Ben Heine", State History Museum, Omsk, Russia[77][78]
- 2016 "Digital Circlism", China Furniture Fair, Shanghai & Guangzhou en Chine[79]
- 2016 "Ben Heine Art and Music ", Fine Art Museum, Tyumen, Russia[71][80][81]
- 2016 "Surréalisme à la Belge", Centre Culturel des Roches, Rochefort, Belgium[82][83]
- 2015 "Ben Heine", National Museum, Arkhangelsk, Russia[84]
- 2015 "The Art & Music of Ben Heine", Moscow Planetarium, Russia[85][86]
- 2015 "From Cocoa to Choco", Harbour City, William Chan Design, Hong Kong[87]
- 2015 "Heine Mazda Car Design", Affordable Art Fair, Brussels, Belgium[88]
- 2015 "Colorful Car Show", Mazda, Namur Les Bains, Namur, Belgium
- 2015 "Festival Dont Vous Etes le Héros", Université de Namur, Belgium[89]
- 2014 "Parallel Universe", DCA Gallery, Brussels, Belgium[90]
- 2014 "On The Draw, an Illustrated Journey", Promotur, Temporary Art Café, Turin, Italy[91]
- 2014 "Pencil Vs Camera", Accessible Art Fair, Cercle de Lorraine, Brussels, Belgium[92]
- 2014 "Museum Night Fever", Natural Science Museum, Brussels, Belgium[93]
- 2014 "An Illustrated Journey in Tenerife", Promotur, Canvas Studios, London, United Kingdom[94]
- 2014 "On The Draw, an Illustrated Journey", Promotur, Mercado San Anton, Madrid, Spain[95]
- 2013 "The Universe of Ben Heine", Hyehwa Art Center, Seoul, South Korea[96]
- 2013 "Pencil Vs Camera", Exhi-B, Event Lounge, Brussels, Belgium[97]
- 2013 "Taste Buds & Pure Street", Culinaria, Tour et Taxis, Brussels, Belgium[98]
- 2013 "Images Photo Club", Foto Museum, Den Haag, The Netherlands
- 2013 "Street Art Exhibition", Pavillon M, Tour de France Photo, Marseille, France[99]
- 2013 "Saint Valentine Magic", Begramoff Gallery, Brussels, France[100]
- 2013 "Wallonie Bienvenue", Ben Heine Studio, Rochefort, Belgium[101]
- 2012 "The Best of Both Worlds", VIP Offices, Brussels, Belgium[102]
- 2012 "Creative Sketching in Lisbon", Samsung Portugal, Lisbon, Portugal[103]
- 2012 "Illusion and Poetry", The Art Movement, The Avenue, Brussels, Belgium[104]
- 2012 "Digital Circlism", Print Art Fest, McCann Erickson, Bucharest, Romania
- 2012 "Creative Pro Show", Aurelia Holiday in, Rome, Italy
- 2012 "Animal's Portraits", The Art Movement, AAF Battersea, London, United Kingdom
- 2012 "Pencil Vs Camera, Digital Circlism", Exhi-B Autoworld, Brussels, Belgium
- 2012 "Imagination Vs Reality", Accessible Art Fair, Conrad Hotel, Brussels, Belgium[105]
- 2012 "Pencil Vs Camera", Photokina, Cologne, Germany
- 2012 "Ben Heine for Louise Nights", MontBlanc, Brussels, Belgium
- 2012 "Art Shop Disco", Exhi-B, L'Arsenal, Brussels, Belgium[106]
- 2012 "Ben Heine for MontBlanc", MontBlanc, Amsterdam, The Netherlands
- 2012 "Celebrities Portraits", The Appart Gallery, Affordable Art Fair, Brussels, Belgium
- 2012 "Pencil Vs Camera", Gallery Garden, Affordable Art Fair, Brussels, Belgium[107]
- 2012 "Drawings and Photos", The Art Movement, London Art Fair, London, United Kingdom[108]
- 2012 "Pencil Vs Camera, Flesh and Acrylic", Art Event, Namur Expo, Namur, Belgium[109]
- 2011 "Drawings for Cape Verde", Start Stuff&Art Gallery, Mindelo, Cape Verde
- 2011 "Another World", Radeski Art Gallery, Liège, Belgium[110]
- 2011 "Space and Time", Gallery Garden, The Artistery, Brussels, Belgium[111]
- 2011 "Creative Explorations", The Artistery, Bank Delen, Brussels, Belgium
- 2011 "Flesh and Acrylic", Accessible Art Fair, Conrad Hotel, Brussels, Belgium[112]
- 2011 "Early Drawings", Gallery Garden, The Artistery, Brussels, Belgium
- 2011 "Pencil Vs Camera", The Art Movement, Affordable Art Fair, London, United Kingdom[113]
- 2011 "Digital Circlism and Pencil Vs Camera", Berliner Liste, Berlin, Germany
- 2011 "Pencil Vs Camera", Art London, The Art Movement, London, United Kingdom[114]
- 2011 "Simple Stories - Ben Heine Art", BAAF, Conrad Hotel, Brussels, Belgium
- 2011 "Pencil Vs Camera", The Artistery, Affordable Art Fair, Brussels, Belgium
- 2010 "Music For Life", Red Cross, The Artistery, Ronse, Belgium
- 2010 "Ben Heine World", Ten Weyngaert X-Po 54, The Artistery, Brussels, Belgium
- 2010 "Creative Art series by Ben Heine", Appart Gallery, The Artistery, Brussels, Belgium
- 2010 "Paintings and Pencil Vs Camera", Law Courts of Hosdent, The Artistery, Braives, Belgium
- 2010 "Digital Circlism and Pencil Vs Camera", Art Event, The Artistery, Antwerp, Belgium
- 2010 "Pencil Vs Camera and Digital Circlism", Appart Gallery - The Loft, Brussels, Belgium
- 2010 "Ben Heine Photography", Samsung D'Light, Seoul, South Korea
- 2010 "Pencil Vs Camera", The Next Gallery, Jacksonville, Florida, USA
- 2010 "Eye Catching Sketches", Accessible Art Fair, The Artistery, Conrad Hotel, Brussels, Belgium
- 2010 "Pencil Vs Camera", Le Coach, The Artistery, Brussels, Belgium
- 2006 "Early Paintings - Ben Heine", Les Coulisses Saint Jacques, Brussels, Belgium

## Sponsori și galerii de artă
Din 2010 până în 2013, Ben Heine a colaborat cu Samsung Camera și a devenit primul "Imagelogger", titlu dat de Samsung unui program de testare a noilor camere de fotografiat Samsung de către fotografi din toată lumea. Ben a experimentat și a fotografiat cu cele mai noi camere și lentile Samsung NX și diferite lentile Galaxy NX. Samsung a sponsorizat parțial proiectul din Lisabona din anul 2012, realizat cu Samsung Note 10.1, iar în anul 2013 expoziția sa personală de la "Centrul de Artă Hyehwa" din Seoul.
În 2014, Heine a încheiat un parteneriat cu Chromaluxe. , iar în 2015 cu Mazda, în scopul creării unui nou design de automobil și participării la diferite evenimente. El a devenit ambasadorul brandului Mazda în Belgia, iar în acest context a călătorit de la Atlanta la Barcelona pentru a participa la evenimente corporatiste legate de brandul Mazda.
Dintre galeriile de artă care expun în anul 2016 lucrările lui Ben Heine, putem menționa: Galeria Colorfield în Belgia și Franța,Expomania în Russia, The Art Movement în Marea Britanie, William Chan Design în Hong Kong, INMD în Coreea de Sud, Galeria Mahlstedt și  iCanvas în Statele Unite, Kare Design în Germania, Galeria DCA și Galeria Begramoff  în Belgia. În 2016, Heine a fost una dintre persoanele influente din Belgia care a participat la proiectul "OwnTheTwilight" lansat de Samsung, ce prezintă fotografii realizate cu Galaxy S7 Edge.